# Liste der Kulturdenkmale in Schwesing
In der Liste der Kulturdenkmale in Schwesing sind alle Kulturdenkmale der schleswig-holsteinischen Gemeinde Schwesing (Kreis Nordfriesland) aufgelistet (Stand: 10. März 2025).

## Legende
In den Spalten befinden sich folgende Informationen:
- Objekt-ID: die Nummer des Kulturdenkmales
- Lage: die Adresse des Kulturdenkmales und die geographischen Koordinaten. Kartenansicht, um Koordinaten zu setzen. In der Kartenansicht sind Kulturdenkmale ohne Koordinaten mit einem roten Marker dargestellt und können in der Karte gesetzt werden. Kulturdenkmale ohne Bild sind mit einem blauen Marker gekennzeichnet, Kulturdenkmale mit Bild mit einem grünen Marker.
- Offizielle Bezeichnung: Bezeichnung des Kulturdenkmales
- Beschreibung: die Beschreibung des Kulturdenkmales
- Bild: ein Bild des Kulturdenkmales

## Sachgesamtheiten
| Objekt-ID      | Lage                                            | Offizielle Bezeichnung               | Beschreibung | Bild                             |
| -------------- | ----------------------------------------------- | ------------------------------------ | --- | -------------------------------- |
| 9448 Wikidata  | Engelsburger Weg 10 (54° 30′ 36″ N, 9° 7′ 5″ O) | ehem. KZ Husum-Schwesing mit Mahnmal | ehem. Konzentrationslager Husum-Schwesing mit Mahnmal; 1938-1944; Gelände des als Arbeitslager des Reichsarbeitsdienstes errichteten, 1944 als Außenlager des KZ-Neuengamme genutzten, nationalsozialistischen Konzentrationslagers, Fläche mit baulichen Überresten einstiger Häftlingsbaracken und Funktionsbauten, Küchenbaracke, Lagerstraße, Hydrant, ehem. Bahnanlagen; 1987 Einrichtung einer Gedenkstätte mit Mahnmal mit Rondell und Stelenfeld, von Ulrich Lindow - Begründung: geschichtlich, wissenschaftlich, künstlerisch - Schutzumfang: bauliche Reste der Baracken und Funktionsbauten, ehem. Küchenund Versorgungsbaracke, ehem. Lagerstraße, bauliche Reste der Eisenbahnanlagen, Hydrant, Mahnmal mit Rondell des KZ HusumSchwesing (Engelsburger Weg 10) | weitere Fotos \| Fotos hochladen |
| 40649 Wikidata | Kirchenweg (54° 29′ 44″ N, 9° 8′ 16″ O)         | Kirche Schwesing                     | Aktualisierung vorgesehen - Begründung: geschichtlich, künstlerisch, städtebaulich, Kulturlandschaft prägend - Schutzumfang: Kirche mit Ausstattung, Kirchhof, Feldsteinwall/-böschungsmauer, Kirchhofspforten | weitere Fotos \| Fotos hochladen |

## Bauliche Anlagen
| Objekt-ID     | Lage                                             | Offizielle Bezeichnung                          | Beschreibung | Bild                             |
| ------------- | ------------------------------------------------ | ----------------------------------------------- | --- | -------------------------------- |
| 54668         | Engelsburger Weg 10 (54° 30′ 36″ N, 9° 7′ 7″ O)  | Hydrant                                         | Hydrant; 1938/1939; Gusseisen, Teil der Brandschutzeinrichtung der Lageranlage aus hölzernen Barackenbauten, Instrument der Willkür der SS-Wachmannschaft - Begründung: geschichtlich, wissenschaftlich - Schutzumfang: Hydrant, - Denkmaltyp: Bauliche Anlage, Sachgesamtheit: ehem. KZ Husum-Schwesing mit Mahnmal | Fotos hochladen                  |
| 54669         | Engelsburger Weg 10 (54° 30′ 36″ N, 9° 7′ 2″ O)  | ehem. Lagerstraße                               | ehem. Lagerstraße; 1938/1939; mit Fund- und Bruchstein gepflasterte, das Lager mittig mittig durchschneidende Verbindung zu den Verkehrswegen für An-/Abtransport und Erreichen der Arbeitsplätze der Gefangenen; seit 1987 Teil der Gedenkstätte KZ Schwesing - Begründung: geschichtlich, wissenschaftlich - Schutzumfang: ehem. Lagerstraße, - Denkmaltyp: Bauliche Anlage, Sachgesamtheit: ehem. KZ Husum-Schwesing mit Mahnmal | BW                               |
| 54671         | Engelsburger Weg 10 (54° 30′ 35″ N, 9° 7′ 0″ O)  | ehem. Küchen- und Versorgungsbaracke            | ehem. Küchen- und Versorgungsbaracke; 1938/39; 1945 Umnutzung als Kriegsgefangenen- später Lager für Geflüchtete; 1948-1983 Nutzung als Wohnhaus; seit 1987 Teil der Gedenkstätte KZ Schwesing - Begründung: geschichtlich, wissenschaftlich - Schutzumfang: ehem. Küchen- und Versorgungsbaracke, - Denkmaltyp: Bauliche Anlage, Sachgesamtheit: ehem. KZ Husum-Schwesing mit Mahnmal | BW                               |
| 54675         | Engelsburger Weg 10 (54° 30′ 37″ N, 9° 6′ 58″ O) | bauliche Reste der Baracken und Funktionsbauten | Bauliche Reste der Baracken und Funktionsbauten; 1938/1939; 1945 Umnutzung als Kriegsgefangenen- später Lager für Geflüchtete; 1962 niedergelegt; seit 1987 Teil der Gedenkstätte KZ Schwesing - Begründung: geschichtlich, wissenschaftlich - Schutzumfang: bauliche Reste der Baracken und Funktionsbauten, - Denkmaltyp: Bauliche Anlage, Sachgesamtheit: ehem. KZ Husum-Schwesing mit Mahnmal | Fotos hochladen                  |
| 54676         | Engelsburger Weg 10 (54° 30′ 35″ N, 9° 7′ 12″ O) | bauliche Reste der Eisenbahnanlagen             | ehem. Bahnanlagen der Fernverbindung Husum – Flensburg; 1926-1959; streiften das Lagergelände und dienten hier dem An-/Abtransport von Gefangenen und Gütern - Begründung: geschichtlich, wissenschaftlich - Schutzumfang: bauliche Reste der Eisenbahnanlagen, - Denkmaltyp: Bauliche Anlage, Sachgesamtheit: ehem. KZ Husum-Schwesing mit Mahnmal | BW                               |
| 54677         | Engelsburger Weg 10 (54° 30′ 37″ N, 9° 7′ 8″ O)  | Mahnmal mit Rondell des KZ Husum-Schwesing      | Mahnmal mit Rondell und Stelenfeld; 1987, von Ulrich Lindow; fensterloser, eingeschossiger Ziegelmassivbau mit Queranbau, auf Grundmauern des ehem. Pumpenhauses des KZ errichtet; sog. Rondell, umfriedete Kiesfläche mit zentraler Granit-Stele; Stelenfeld aus Cortenstahl mit Name, Herkunftsland, Alter und Beruf jedes bekannten Toten - Begründung: geschichtlich, künstlerisch - Schutzumfang: Mahnmal mit Rondell des KZ Husum-Schwesing, - Denkmaltyp: Bauliche Anlage, Sachgesamtheit: ehem. KZ Husum-Schwesing mit Mahnmal | Fotos hochladen                  |
| 5134 Wikidata | Kirchenweg (54° 29′ 44″ N, 9° 8′ 15″ O)          | Kirche mit Ausstattung                          | Alteintragung (Aktualisierung vorgesehen) - Begründung: geschichtlich, künstlerisch, städtebaulich - Schutzumfang: gesamtes Objekt - Denkmaltyp: Bauliche Anlage, Sachgesamtheit: Kirche Schwesing | weitere Fotos \| Fotos hochladen |
| 5735          | Westerende 27 (54° 29′ 46″ N, 9° 7′ 49″ O)       | Bauernhaus                                      | Bauernhaus; 1778; eingeschossiger, traufständiger Backsteinbau mit weiß verputztem Mauerwerk unter reetgedecktem Schopfwalmdach, mittiges Zwerchhaus, Zahlenanker; zwei Torpfeiler aus Granit mit Inschrift - Begründung: geschichtlich, Kulturlandschaft prägend - Schutzumfang: Bauernhaus, Torpfeiler - Denkmaltyp: Bauliche Anlage | BW                               |

## Gründenkmale
| Objekt-ID      | Lage                                    | Offizielle Bezeichnung | Beschreibung | Bild |
| -------------- | --------------------------------------- | ---------------------- | --- | ---- |
| 19464 Wikidata | Kirchenweg (54° 29′ 44″ N, 9° 8′ 18″ O) | Kirchhof               | Alteintragung (Aktualisierung vorgesehen) - Begründung: geschichtlich, Kulturlandschaft prägend - Schutzumfang: Kirchhof, Feldsteinwall/-böschungsmauer, Kirchhofspforten - Denkmaltyp: Gründenkmal, Sachgesamtheit: Kirche Schwesing | BW   |

## Quelle
- Liste der Kulturdenkmale in Schleswig-Holstein – Kreis Nordfriesland (PDF)

- Karte mit allen Koordinaten:
- OSM |
- WikiMap